# Classe Drake (croiseur)
Pour les autres classes de navires du même nom, voir Classe Drake.
Pour les articles homonymes, voir Drake.
Les quatre croiseurs cuirassés de classe Drake, lancés au début du siècle, furent pendant des années, parmi les plus rapides vapeurs de la Royal Navy.

## Présentation

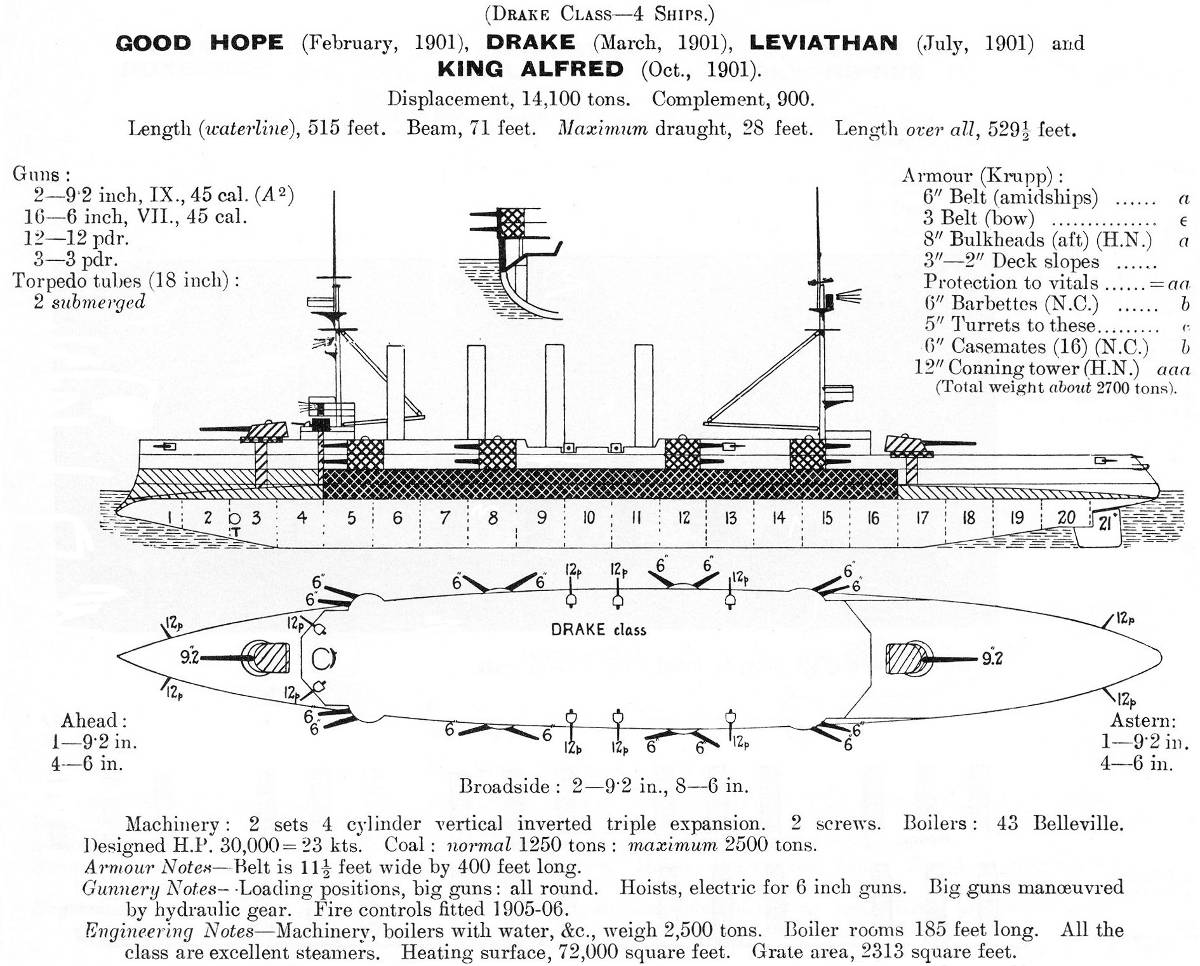
Plan tiré du Jane's Fighting Ships de 1914

Basés sur la classe précédente Cressy, ils étaient nettement plus allongés et embarquaient des machines considérablement plus puissantes, ce qui les rendaient aptes à des vitesses bien plus élevées. 
Cependant, ils gardaient une disposition inadéquate de l'armement, avec deux seuls canons de 234 mm, en deux tourelles simples à la proue et à la poupe, et 16 pièces secondaires de 152 mm, 8 sur chaque bord en barbettes sur deux niveaux, mais dont les 8 pièces au ras de l'eau étaient inemployables par grosse mer. 
De plus, ils étaient extrêmement coûteux à produire, environ un million de livres sterling chaque.

## Navires de la classe
| classe Drake    |                       |                   |                 |                  |                                         |       |
| Nom             | Chantier naval        | Mise en chantier  | Lancement       | Mise en service  | Fin                                     | Photo |
| HMS Drake       | Pembroke Dockyard     | 24 avril 1899     | 5 mars 1901     | 13 janvier 1903  | Torpillé par le U-79, le 2 octobre 1917 |       |
| HMS Good Hope   | Fairfield             | 11 septembre 1899 | 21 février 1901 | 8 novembre 1902  | coulé à la bataille de Coronel          |       |
| HMS King Alfred | Vickers               | 11 août 1899      | 28 octobre 1901 | 22 décembre 1903 | vendu à la destruction en 1920          |       |
| HMS Leviathan   | John Brown, Clydebank | 30 novembre 1899  | 3 juillet 1901  | 16 juin 1903     | vendu à la destruction en 1920          |       |

## Opérations

### HMSDrake
Membre du 6e escadron de croiseurs de la Home Fleet, il fut mis en refonte en octobre 1915. À partir de 1916, il escorta des convois à travers l'Atlantique. Le 2 octobre 1917, au large du nord de l'Irlande, il fut torpillé par le sous-marin allemand U-79.

### HMSGood Hope
Navire amiral du 1er en 1906, puis du 2e, en 1908 escadron de croiseurs de la Royal Navy, il fut versé dans la flotte de réserve. Membre du 6e escadron de croiseurs de la Home Fleet, à l'ouverture des hostilités, il fut détaché dans l'Atlantique sud pour servir de navire amiral à l'admiral Christopher Cradock. Il fut coulé lors de la bataille de Coronel avec tout son équipage.

### HMSKing Alfred
Membre du 6e escadron de croiseurs de la Home Fleet, il fut affecté au 9e dans l'Atlantique, où il effectua surtout des escortes de convois. Le 11 avril 1918, il toucha une mine, ou peut-être une torpille, et dut s'échouer. Il fut réparé mais ne fut pas remis en service actif.

### HMSLeviathan
Membre du 6e escadron de croiseurs de la Home Fleet, il passa pour deux mois au 5e en décembre. En octobre 1915, il devint le navire amiral de la "North America and West Indies Station".